# О скитаниях вечных и о земле (альбом)
«О скитаниях вечных и о земле» — дебютный альбом российской пауэр-метал-группы Арда, выпущенный в 2004 году.
Альбом был назван по рассказу Рэя Брэдбери (перевод Норы Галь).

## Список композиций
| №   | Название               | Текст песни                      | Музыка               | Длительность |
| --- | ---------------------- | -------------------------------- | -------------------- | ------------ |
| 1.  | «Возвращение государя» | П.Окунев, Алашинов, В.Алексеенко | П.Окунев             | 4:46         |
| 2.  | «Первая зима»          | П.Окунев                         | Д.Процко, И.Пескарёв | 4:49         |
| 3.  | «В пустоте»            | П.Окунев                         | П.Окунев             | 2:52         |
| 4.  | «Мелькор»              | П.Окунев                         | П.Окунев             | 5:48         |
| 5.  | «Ради звёзд»           | П.Окунев                         | П.Окунев             | 5:16         |
| 6.  | «Нет никого»           | П.Окунев                         | П.Окунев             | 5:13         |
| 7.  | «О скитаниях…»         | П.Окунев, Д.Процко, Алашинов     | Д.Процко, П.Окунев   | 7:39         |
| 8.  | «Крылатая тьма»        | П.Окунев                         | П.Окунев             | 3:06         |
| 9.  | «Новая мечта»          | —                                | Р.Казарьян           | 1:18         |
| 10. | «Fly away»             | П.Окунев                         | П.Окунев             | 3:55         |

## Участники записи
Группа «Арда»
На момент выхода альбома
| Павел   | Окунев     | — вокал, клавишные аранжировки |
| Дмитрий | Процко     | — гитара                       |
| Игорь   | Пескарёв   | — гитара                       |
| Ярослав | Пастухов   | — бас-гитара                   |
| Влад    | Алексеенко | — ударные                      |

Другие участники группы
| Андрей              | Кузнецов                                          | — бас-гитара;                              | — «Возвращение государя», «Мелькор», «Ради звёзд», «Крылатая тьма», «Fly away» |
|                     |                                                   | гитара                                     | — «Fly away»                                                                   |
| Рубен \|\| Казарьян | — клавишные, семплы клавишные аранжировки; гитара | — «В пустоте», «Нет никого», «Новая мечта» |                                                                                |
| Влад                | Алексеенко                                        | — скриминг                                 | — «Мелькор»                                                                    |

Приглашённые музыканты
| Григорий Соловьев — бэк-вокал — «Мелькор», «О скитаниях…» |
| Юрий Мелисов (Эпидемия) — гитара — «Крылатая тьма»        |

Дополнительная информация
- Звукорежиссёр и саунд-продюсер — Рубен Казарьян
- Мастеринг — Игорь Лобанов
- Художественное оформление — Даниил Созиев
- Дизайн — Алексей Малахов
- Фотограф — Rag Doll
- Лейбл — CD-Maximum

## Награды
- По итогам 2004 года журнала Dark City, альбом оказался в десятке лучших в номинации «Лучший российский альбом», а сам коллектив победил в номинации «Открытие года в России».[4]